# Platypalpus albocapillatus
Platypalpus albocapillatus är en tvåvingeart som först beskrevs av Fallen 1815.  Platypalpus albocapillatus ingår i släktet Platypalpus och familjen puckeldansflugor. Arten är reproducerande i Sverige. Inga underarter finns listade i Catalogue of Life.